# Selva di Progno
Selva di Progno est une commune italienne de la province de Vérone dans la région Vénétie en Italie.

## Administration
| Période                                  | Période | Identité | Étiquette | Qualité |
| ---------------------------------------- | ------- | -------- | --------- | ------- |
|                                          |         |          |           |         |
| Les données manquantes sont à compléter. |         |          |           |         |

### Hameaux
Giazza (lingua cimbra: Ljetzan), Campofontana, San Bartolomeo delle Montagna e San Bortolo

### Communes limitrophes
Ala, Badia Calavena, Bosco Chiesanuova, Crespadoro, Recoaro Terme, Roverè Veronese, Velo Veronese, Vestenanova

## Vue sur le Val Fraselle près de Selva di Progno

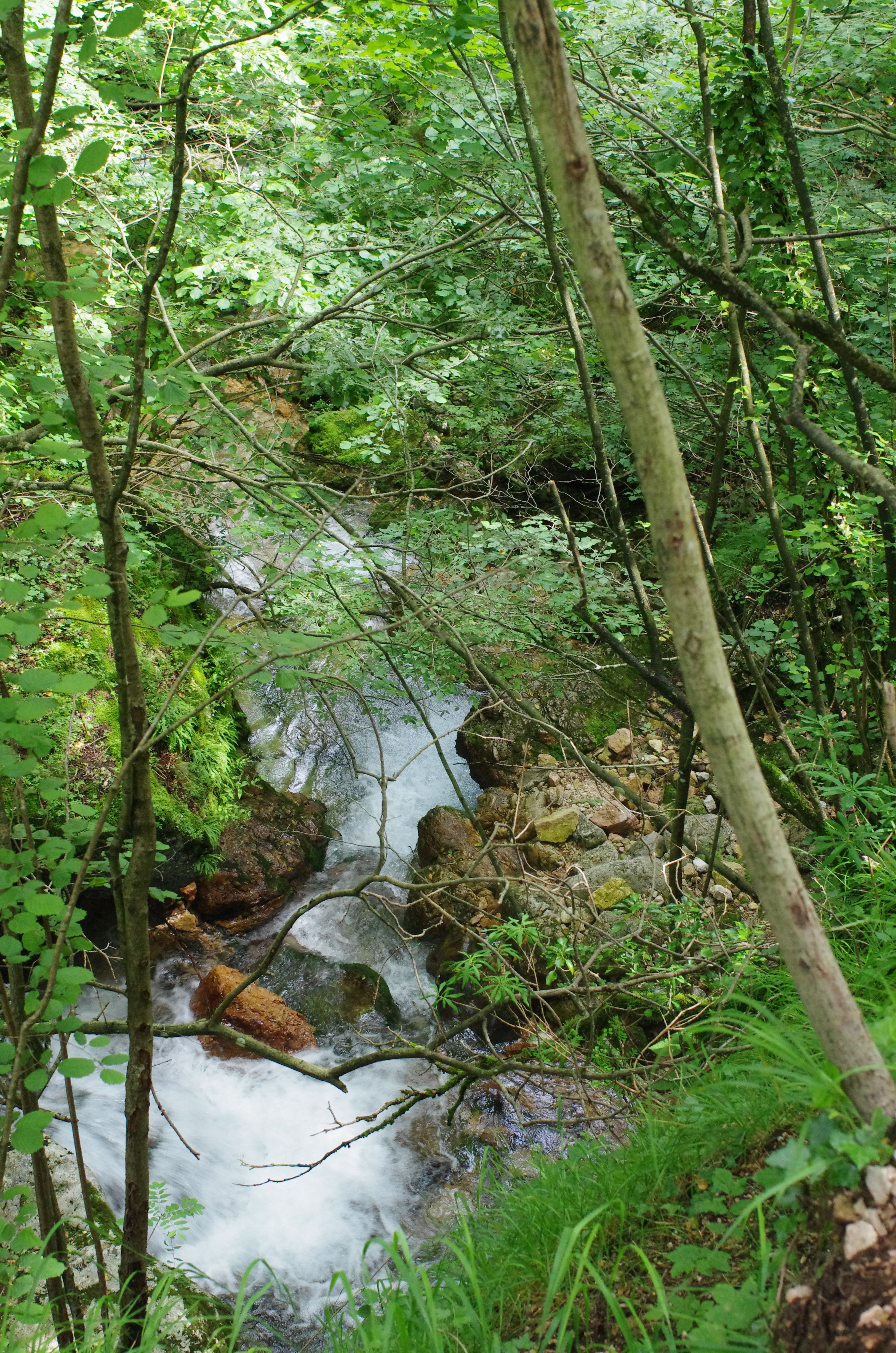
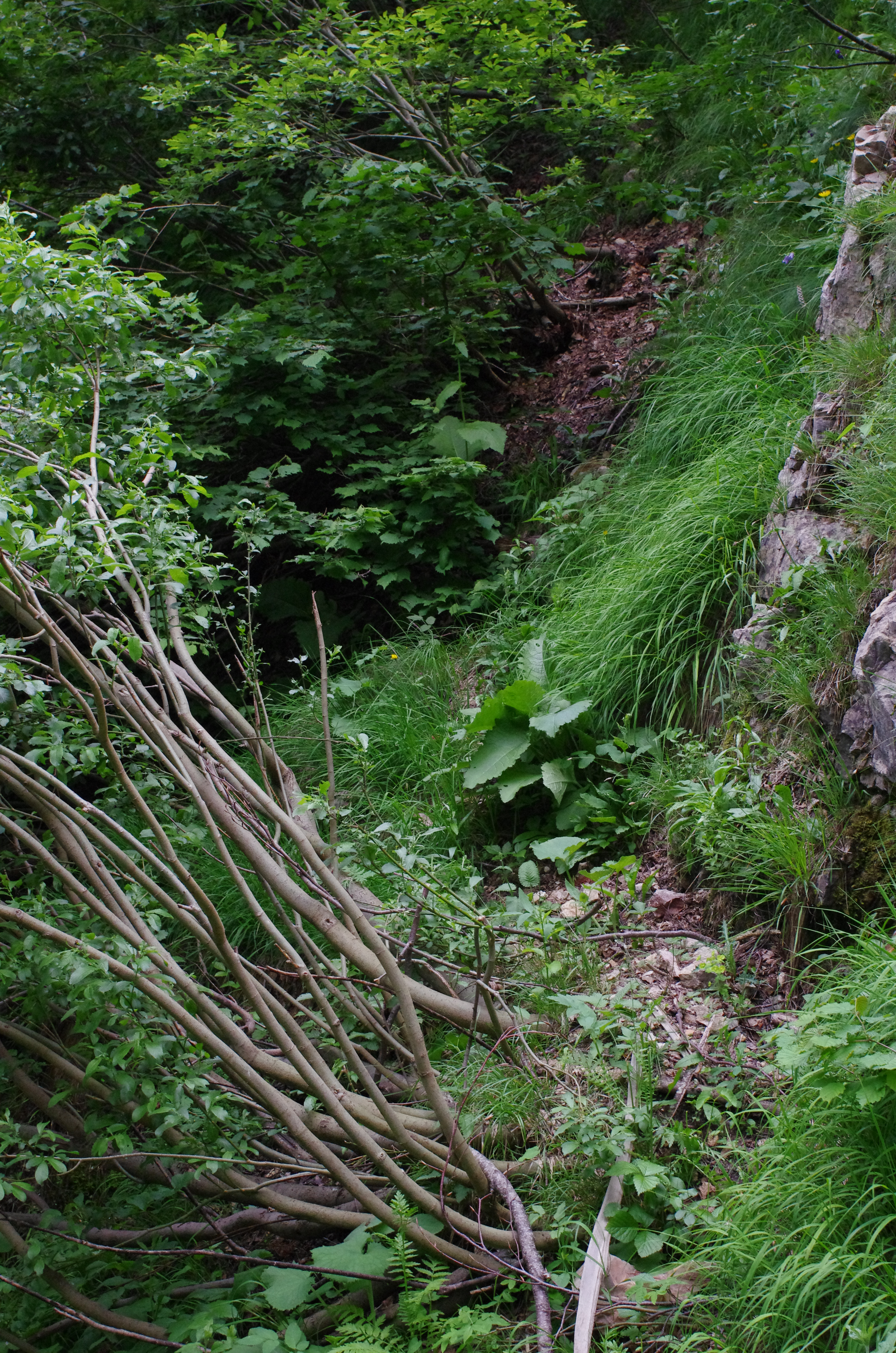
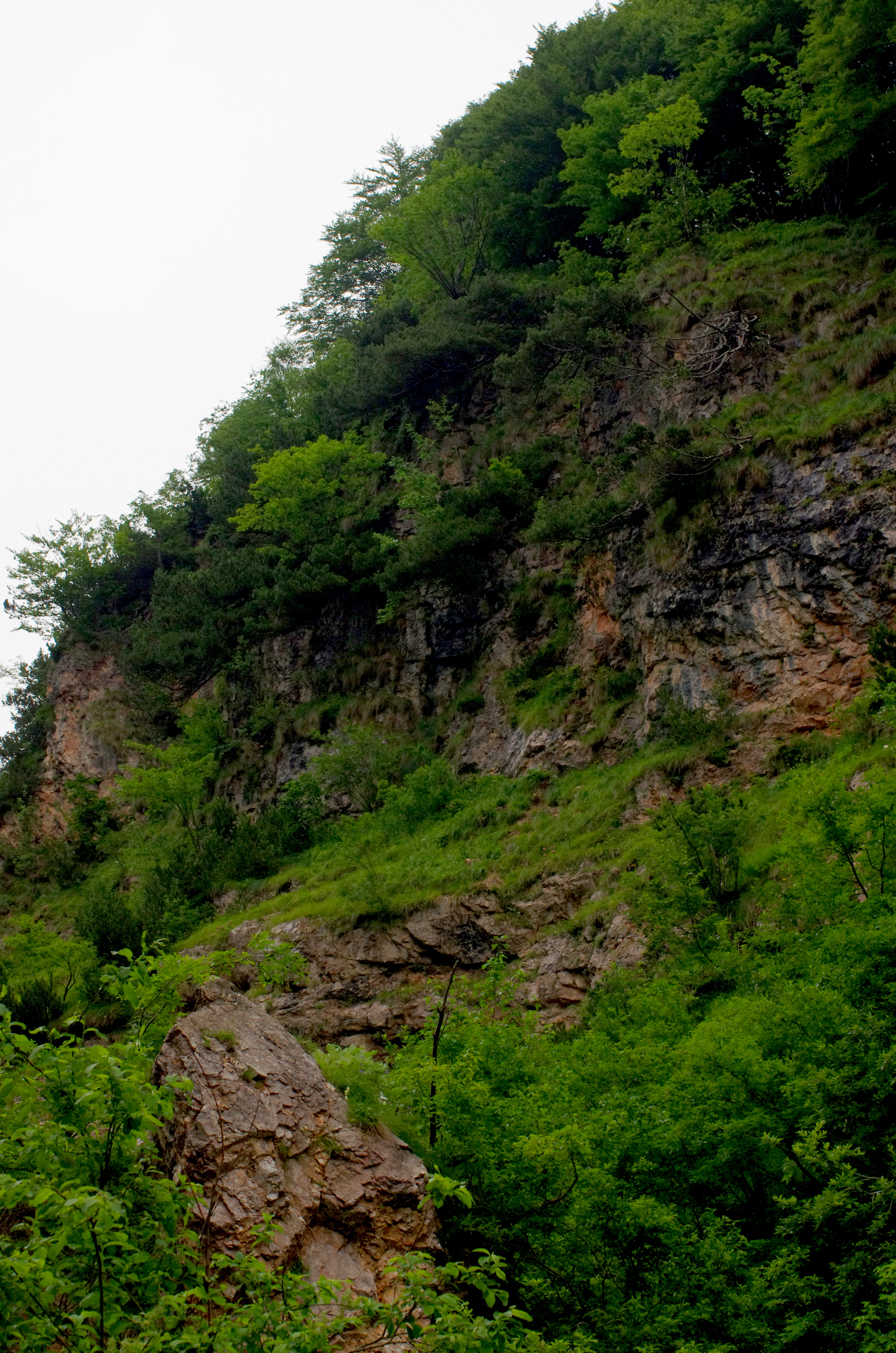
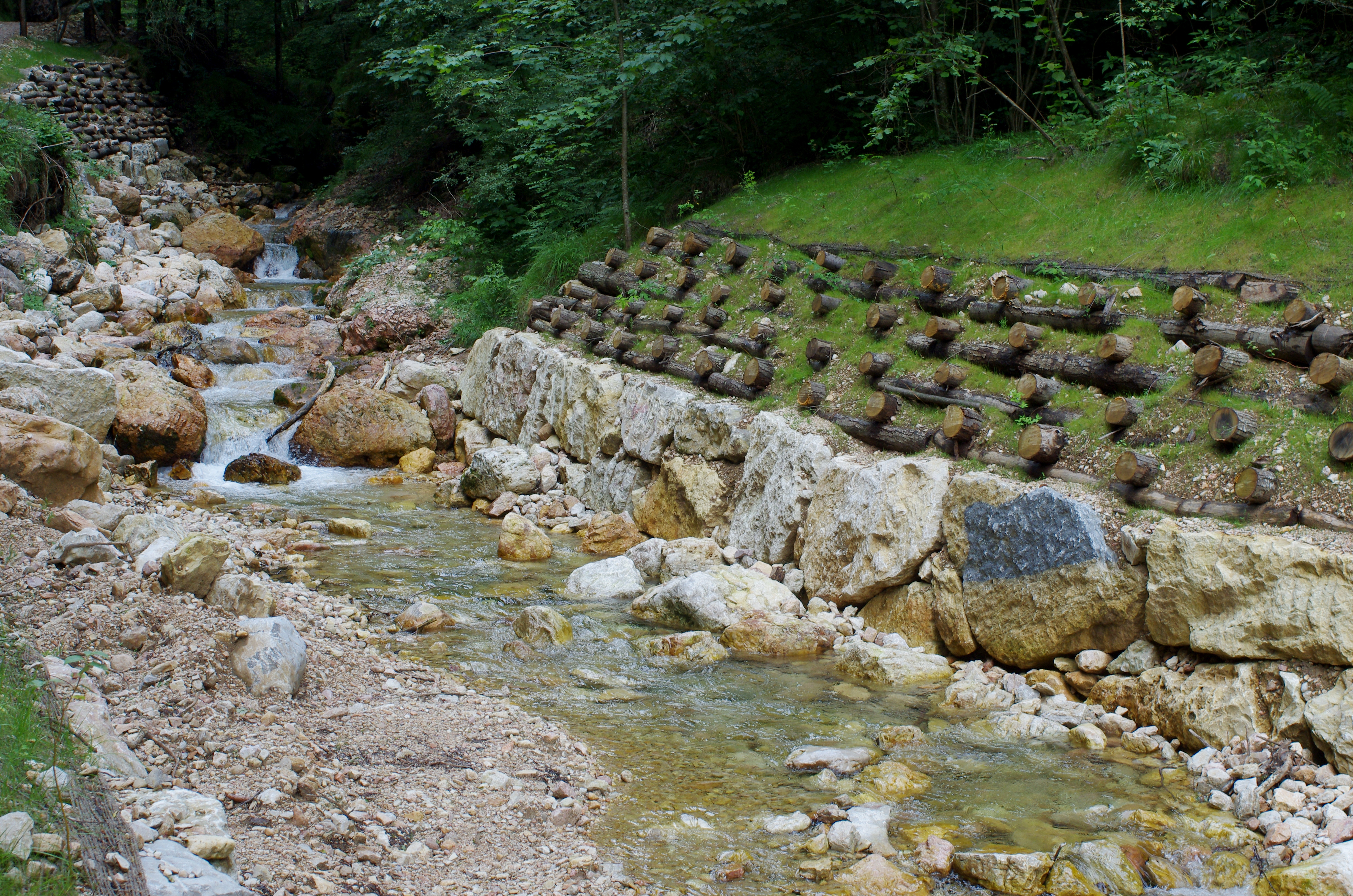
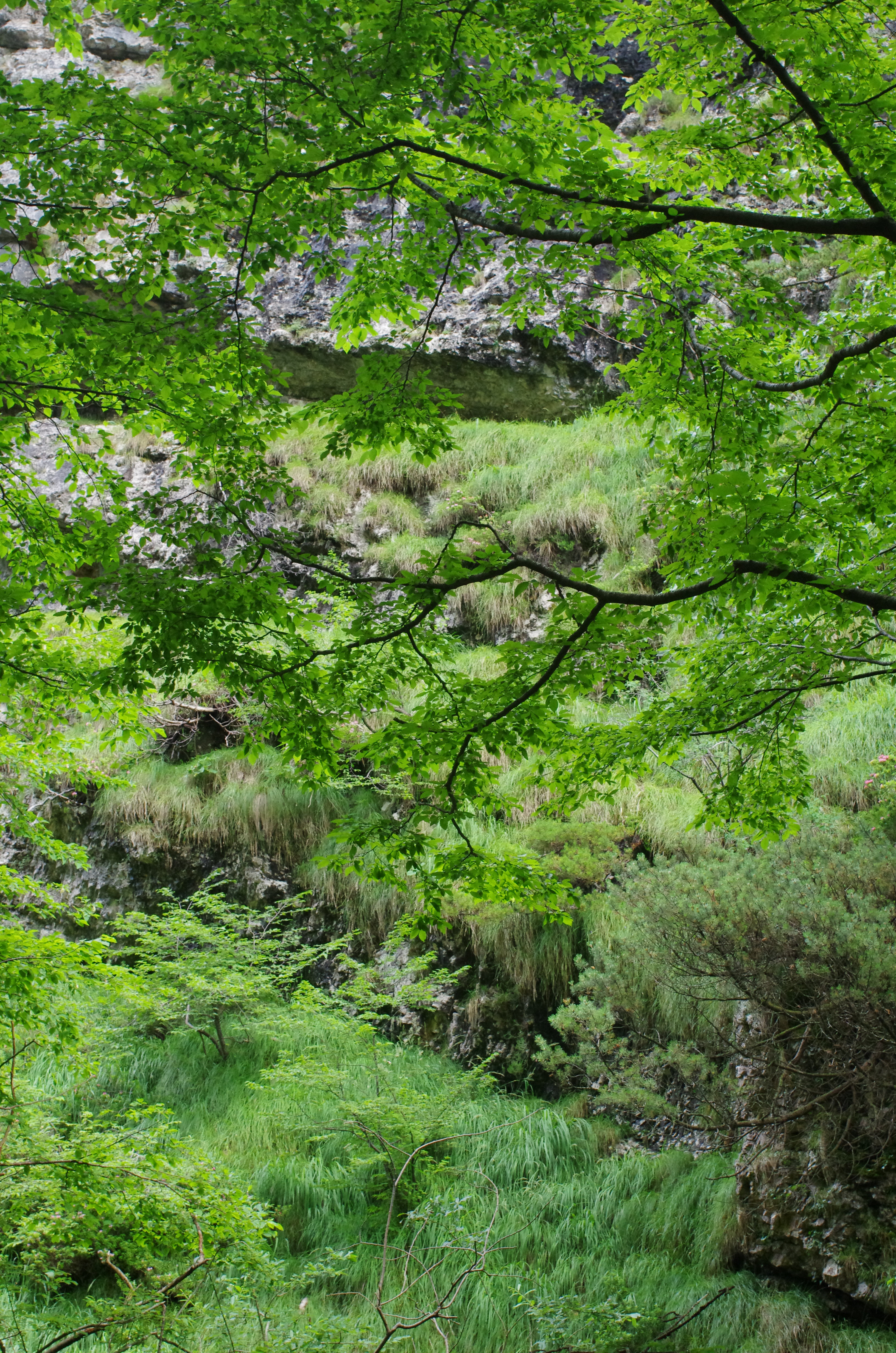
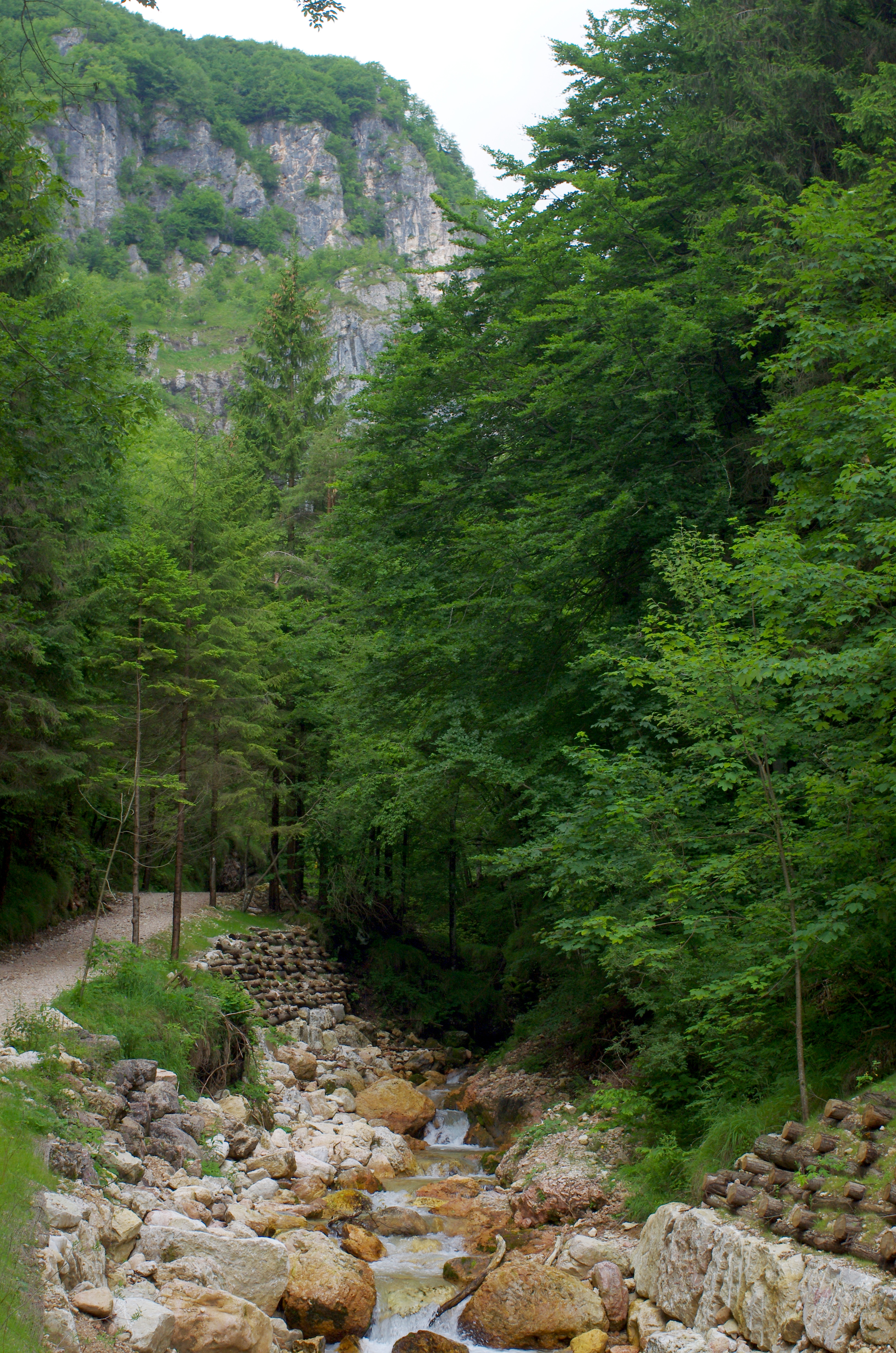
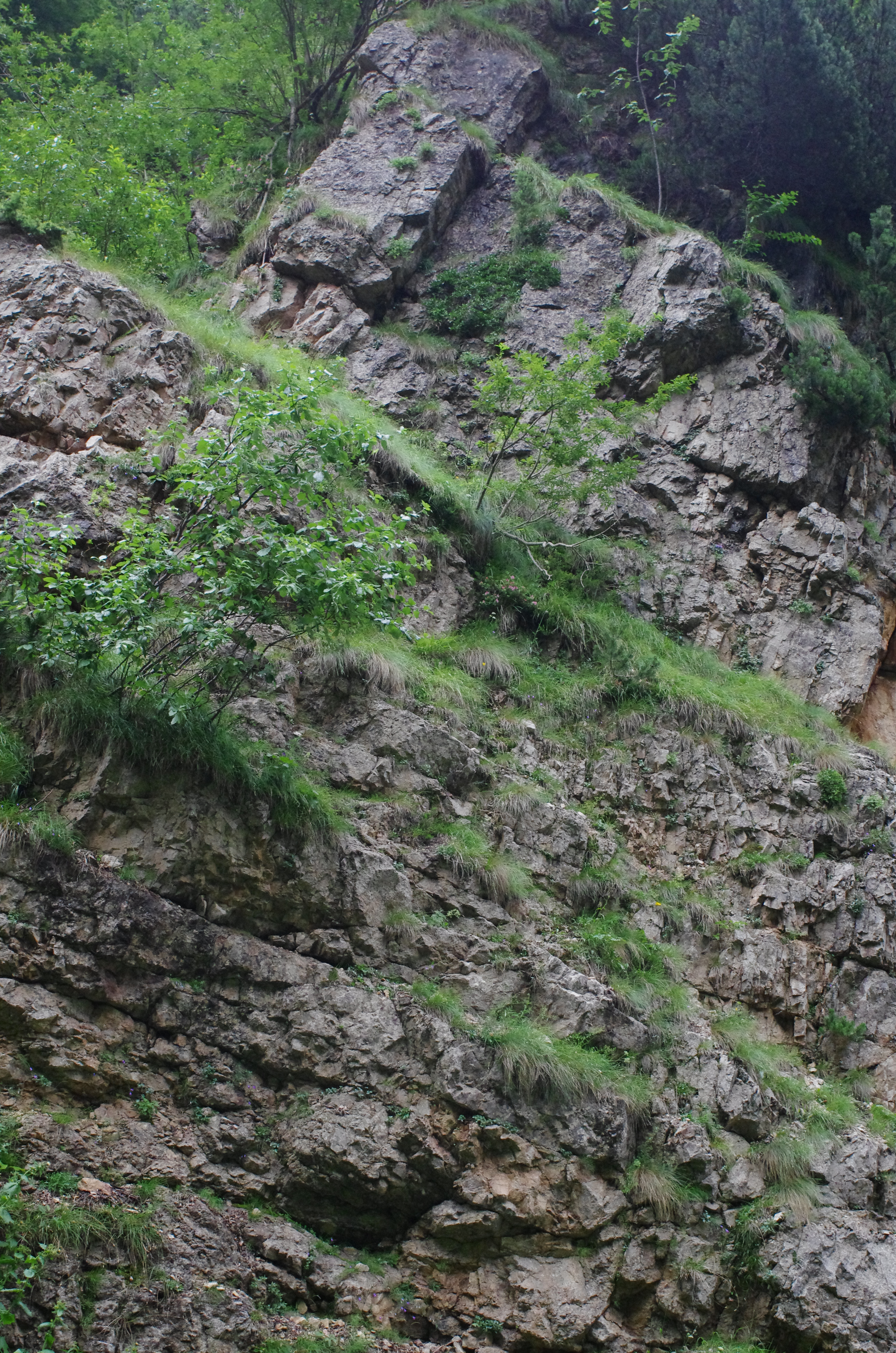
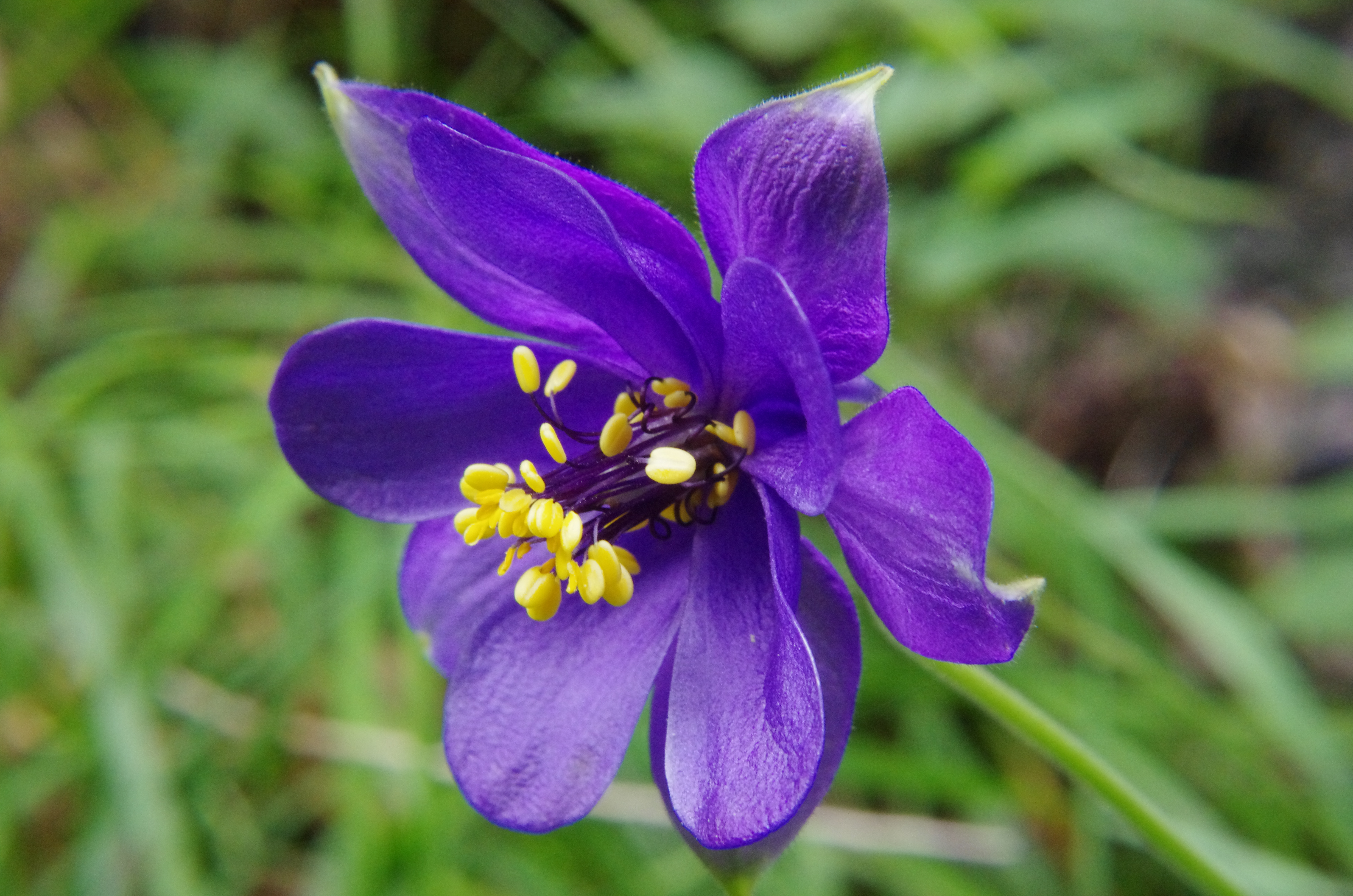
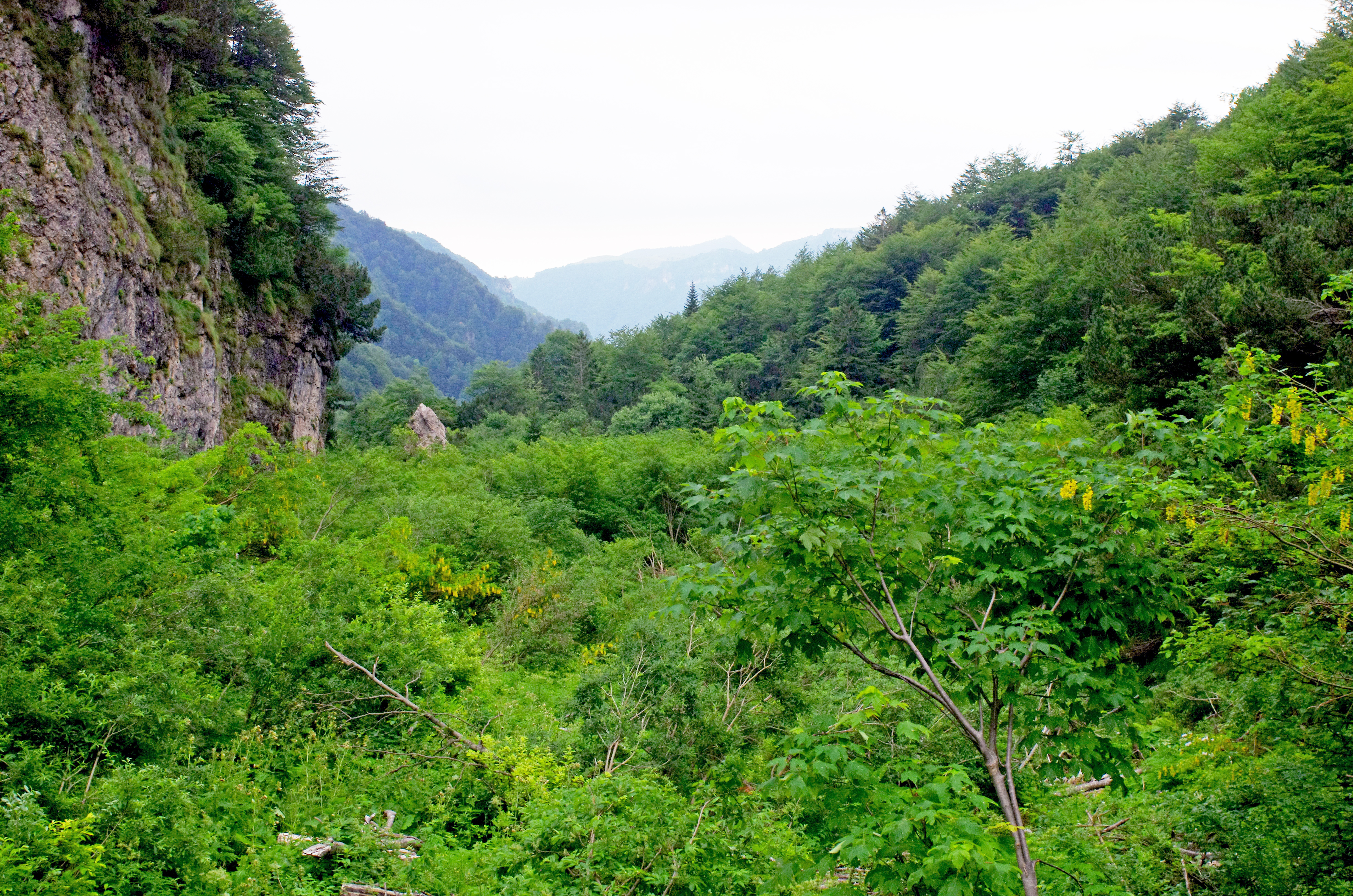

## Personnalités liées à la commune
- Pura Pagani